# El niño de Almadén
Jacinto Antolín Gallego, más conocido como El niño de Almadén, Jacinto Gallego o Jacinto Almadén (Almadén, 1899 - Igualada, 1968) fue un cantaor de flamenco español.
Se inició artísticamente en Calzada de Calatrava, al realizar una sustitución en el elenco del Niño del Genil, a los dieciséis años. Debutó en 1918 en el Kursaal Magdalena de Madrid. Durante los años 1920 fue asiduo de los cafés cantantes y colmaos madrileños, alternando con Antonio Chacón, de quien era ferviente admirador. En 1928 actuó en el Teatro Pavón, en unión de Angelillo y Guerrita, y al año siguiente en el mismo escenario madrileño con Pepe Marchena, con quien meses después intervino en el Teatro Cómico con la estampa Mira qué bonita era.
Fueron muchísimos los contratos y actuaciones junto a grandes maestros de su época, En 1946 formó parte del ballet de Pilar López Júlvez, junto a Manolo el Malagueño. Hizo varias giras fuera de España, reapareciendo en 1960 en el Teatro de la Comedia de Madrid. Sobre su arte escribió Jacinto Benavente:

Es sin duda el artista de más saliente personalidad. Su buen gusto, entusiasmo y afición le elevan de la categoría de intérprete a la de creador. Con Jacinto Almaden el cante cobra nueva vida por ser un verdadero artista.

También fue un maestro de los cantes mineros. Jacinto vivió la experiencia de la mina. Su padre era minero y él mismo trabajó en las minas de carbón de Puertollano. Empezó a cantar tarantas sabiendo lo que significaban sus letras; luego dejó la mina por el cante y siguió aprendiendo.
Su más importante magisterio lo ejerció al registrar en 1954 las tarantas de la primera Antología de Cante Flamenco:

Clamaba un minero así
¡ay! en el fondo de una mina
clamaba un minero así:
¡ay! ¡En qué soleá me encuentro!
Es mi compaña un candil,
¡ay! yo la salía no la encuentro.

En 1957 grabó en Francia una cartagenera, Si vas a San Antolín, ejemplo de la más pura ortodoxia chaconiana, y este lamento minero:

¡Ay! que había...{{}}
yo me llevé de un rosal
la mejor rosa que había;
si sería maldición
que una espina que tenía
se clavó en mi corazón.

Jacinto fue un gran profesional y gozó de una enorme popularidad. En 1965 estuvo junto a Pepe Marchena como invitado de honor en el II Concurso Nacional de Cartageneras. En 1968 le brindó un homenaje el Aula de Cultura "Andrés Cegarra" de La Unión. En él se escuchan sus grabaciones y actúan los cantaores locales Pencho Cros, Eleuterio Andreu y Niño Alfonso. Ese mismo año, Jacinto Almadén falleció en un accidente de tráfico